# Grapa (cirugía)

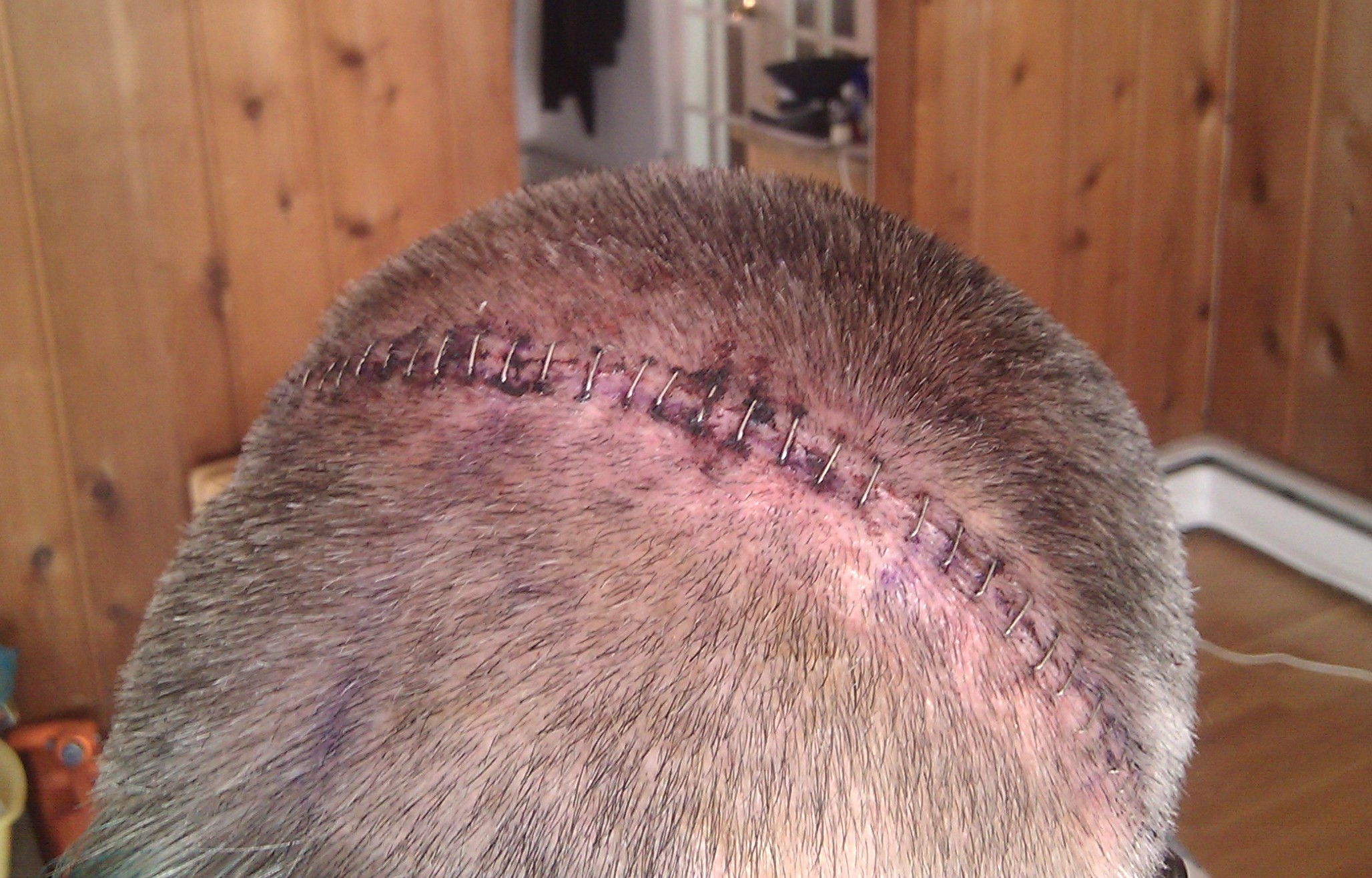
Ciere del cuero cabelludo con 34 grampas quirúrgicas luego de una craneotomía.

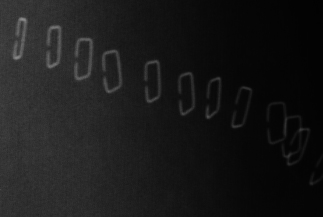
Radiografía proyectada de grampas quirúrgicas.

Una grapa (también llamada grampa, agrafe o laña) es un tipo de instrumental utilizado en medicina para suturar en heridas y cirugías, y que se asemeja a las grapas comunes de oficina. Las grapas médicas se emplean para la unión de piel, tejidos viscerales o huesos, así como para sellar conductos anatómicos y vasos.

## Historia
La técnica fue desarrollada por "el padre de las grampas quirúrgicas", el cirujano húngaro Hümér Hültl.  La máquina engrampadora prototipo de Hultl de 1908 pesaba 3,6 kg y su armado y carga demandaba 2 horas.
La tecnología fue refinada en la década de 1950 en la Unión Soviética, lo que resultó en la producción de los primeros dispositivos engrampadores reutilizables para realizar anastamosis de intestino y vasculares. Mark M. Ravitch llevó a Estados Unidos un dispositivo engrampador después de asistir a una conferencia quirúrgica en la URSS, y se la presentó al empresario Leon C. Hirsch, quien fundó United States Surgical Corporation en 1964 para fabricar engrampadoras quirúrgicas bajo su marca Auto Suture. Hasta fines de la década de 1970, USSC tenía el mercado esencialmente solo, pero en 1977 la marca Ethicon de Johnson & Johnson entró en el mercado y hoy en día ambos son ampliamente utilizados, junto con competidores de asiáticos. USSC fue comprado por Tyco Healthcare en 1998, que se convirtió en Covidien el 29 de junio de 2007.

## Características
La seguridad y permeabilidad de las anastomosis intestinales mecánicas (engrapadas) han sido ampliamente estudiadas. En general, los estudios indican que las anastomosis suturadas son comparables o menos propensas a las fugas. Es posible que ello sea resultado de los avances recientes en la tecnología de sutura, junto con la práctica quirúrgica cada vez más consciente del riesgo. Ciertamente, las suturas sintéticas modernas son más predecibles y menos propensas a las infecciones que el catgut, la seda y el lino, que fueron los principales materiales de sutura utilizados hasta la década de 1990.
Una característica clave de las engrampadoras intestinales es que los bordes de la grampa actúan como un hemostático, comprimiendo los bordes de la herida y cerrando los vasos sanguíneos durante el proceso de engrampado. Estudios recientes han demostrado que con las técnicas de sutura actuales no existe una diferencia significativa en el resultado entre las anastomosis suturadas a mano y mecánicas (incluidos los clips), pero las anastomosis mecánicas son significativamente más rápidas de realizar.